# تراستوزوماب ديروكستيكان
تراستوزوماب ديروكستيكان، الذي يباع تحت الاسم التجاري انهيرتو(Enhertu )، هو دواء يستخدم لعلاج سرطان الثدي و سرطان المعدة أو المعدي المريئي.   يُسْتخدم على وجه التحديد لسرطان الثدي إيجابيHER2.   و يُعطى عن طريق الحقن التدريجي في الوريد. 
تشمل الآثار الجانبية الشائعة له: الغثيان والتعب وفقدان الشعر و الإمساك و انخفاض خلايا الدم الحمراء و انخفاض خلايا الدم البيضاء و انخفاض الصفائح الدموية و الصداع.  قد تشمل الآثار الجانبية الأخرى: انخفاض البوتاسيوم و عدم انتظام ضربات القلب و مرض الرئة الخلالي و مشاكل الكبد.  استخدامه في الحمل قد يضر الجنين.  و هو الجسم المضاد أحادي النسيلة تراستوزوماب المرتبط بمثبط توبويزوميراز الأول ديروكستيكان .  يرتبط تراستوزوماب بمستقبل عامل نمو البشرة 2 (HER2/neu) بينما يمنع الديروكستيكان قدرة الخلية على تكوين الحمض النووي. 
تمت الموافقة على تراستوزوماب ديروكستيكان للاستخدام الطبي في الولايات المتحدة في عام 2019،  في اليابان عام 2020،  أوروبا و أستراليا في عام 2021.   في المملكة المتحدة، يكلف هيئة الخدمات الصحية الوطنية حوالي 1450 جنيهًا إسترلينيًا اعتبارًا من عام 2021 مقابل 100 ملغ.  وتكلف هذه الكمية في الولايات المتحدة حوالي 2500 دولار أمريكي. 